# Siergiej Awierincew (historyk)
Siergiej Siergiejewicz Awierincew (ros. Серге́й Серге́евич Аве́ринцев; ur. 10 grudnia 1937 w Moskwie, zm. 21 lutego 2004 w Wiedniu) – rosyjski historyk, bizantynolog, poeta, teoretyk literatury, eseista i tłumacz. Zajmował się starożytnością, średniowieczem oraz zachodnioeuropejską filozofią kultury XX wieku.
Pochowany na Cmentarzu Daniłowskim w Moskwie.

## Wybrane publikacje
- Plutarh i antičnaâ biografiâ : k voprosu o meste klassika žanra v istorii žanra, Moskva: "Nauka" 1973.
- Poètika rannevizantijskoj literatury, Moskva: "Nauka" 1977.
- Ritorika i istoki evropejskoj literaturnoj tradicii, Moskva: "Jazyki Russkoj Kul'tury" 1996.
- "Skvorešnic vol'nyh graždanin..." : Vâčeslav Ivanov: put' poèta meždu mirami, Sankt-Petersburg: "Aletejâ" 2001.
- Drugoj Rim : izbrannye stat'i, predisl. A. A. Alekseeva, Sankt-Petersburg: Amfora 2005.

## Publikacje w języku polskim
- Symbolika wczesnego średniowiecza, przeł. Andrzej Szymański, "Literatura na Świecie" 1980, nr 12, s. 32-53.
- Początek kosmosu i początek historii (fragment książki Poetyka literatury bizantyńskiej), przeł. Danuta Ulicka, "Odra" 24 (1984), nr 9, s. 25-33.
- Na skrzyżowaniu tradycji literackich (literatura bizantyńska: źródła i zasady twórcze), przeł. Danuta Ulicka, "Literatura na Świecie" 1985, nr 11, s. 283-319.
- Złoto w systemie symboliki kultury wczesnobizantyńskiej, przeł. Danuty Ulickiej, "Miesięcznik Literacki" 20 (1985), nr 3, s. 119-128.
- Na skrzyżowaniu tradycji (szkice o literaturze i kulturze wczesnobizantyjskiej), przeł. i opatrzyła wstępem oraz notami biograficznymi Danuta Ulicka, Warszawa: Państwowy Instytut Wydawniczy 1988.
- Bizancjum a Ruś. Dwa typy duchowości. Święte cesarstwo, przeł. Mikołaj Hajduk, "Tygodniki Podlaski" 5 (1989), nr 1, s. 1, 4-5.
- Bizancjum a Ruś. Dwa typy duchowości. Święte cesarstwo, przeł. J. Aulak, "Przegląd Humanistyczny" 1990, nr 10, s. 1-16.
- Modlitwa o słowa. Wiersze, wybór, przekład i przedmowa Wiktor Woroszylski; posłowie Jacek Salij, Poznań: "W Drodze" 1995.
- (wstęp) Gabriel Bunge, Inny Paraklet. Ikona Trójcy Świętej mnicha - malarza Andrzeja Rublowa, ze słowem wstępnym Siergieja S. Awerintsewa; przeł. Konrad Małys, Kraków: "Tyniec" 2001.